# جوزفین هال
جوزفین هال (انگلیسی: Josephine Hull؛ زاده ۳ ژانویهٔ ۱۸۷۷ درگذشته ۱۲ مارس ۱۹۵۷) یک بازیگر اهل ایالات متحده آمریکا بود.
از فیلم‌ها یا برنامه‌های تلویزیونی که وی در آن نقش داشته‌است می‌توان به آرسنیک و تور کهنه (۱۹۴۴)، هاروی (۱۹۵۰) اشاره کرد.